# かがくいひろし
かがくい ひろし（加岳井 広, 1955年2月6日 - 2009年9月28日）は、日本の絵本作家。

## 生涯
東京都出身。1980年東京学芸大学教育学部卒業。美術教員として教鞭をとりながら、人形劇活動や造形作品の発表を行う。2003年、第13回紙わざ大賞展準大賞、2004年、第26回講談社絵本新人賞佳作を受賞（二度目）。2005年に『おもちのきもち』で第27回講談社絵本新人賞を受賞、これがデビュー作となった。2009年に54歳ですい臓がんのため急逝するまでの短い期間のうちに、多くの作品を発表した。代表作『だるまさん』三部作シリーズは累計発行部数552万部のベストセラーである。

## 作品リスト
- 『おもちのきもち』、講談社、2005年、第27回講談社絵本新人賞受賞。
- 『もくもくやかん』、講談社、2007年
- 『ふしぎなでまえ』、講談社、2008年
- 『はっきよい畑場所』、講談社、2008年
- 『みみかきめいじん』、講談社、2009年
- 『おむすびさんちのたうえのひ』、PHP、2007年
- 『なつのおとずれ』、PHP、2008年
- 『だるまさんが』、ブロンズ新社、2007年、2019年明屋本大賞児童書部門受賞。[4]
- 『だるまさんの』、ブロンズ新社、2008年
- 『だるまさんと』、ブロンズ新社、2008年
- 『おしくらまんじゅう』、ブロンズ新社、2009年
- 『おふとんかけたら』、ブロンズ新社、2009年
- 『まくらのせんにん　さんぽみちの巻』、佼成出版社、2009年
- 『まくらのせんにん　そこのあなたの巻』、佼成出版社、2009年
- 『がまんのケーキ』、教育画劇、2009年
- 『うめじいのたんじょうび』、講談社、2016年

## ドキュメンタリー
- 日曜美術館「だるまさんの魔法 絵本作家かがくいひろし」（2023年7月9日、NHK Eテレ）[5]

## かがくいひろしの世界展
2023年、没後初めての大規模回顧展「かがくいひろしの世界展」を開催。展覧会は2023年6月、長野県のイルフ童画館での開催を皮切りに、全国7箇所を巡回する。開催会場は、イルフ童画館、花巻市博物館、香美市立やなせたかし記念館、神戸ファッション美術館、八王子市夢美術館、福島県立美術館、みやざきアートセンター。出版された絵本16作の原画のほか、制作段階や構想中だっただるまさんシリーズの続編など、未完の下絵なども展示された。

### 会場・開催期間
- イルフ童画館、前期：2023年6月15日（木）～7月30日（月）、後期：2023年8月5日（土）～9月16日（土）
- 花巻市博物館、2023年9月30日（土）～12月24日（日）
- 香美市立やなせたかし記念館、2024年4月20日（土）～6月16日（日）
- 神戸ファッション美術館、2024年6月29日（土）～9月1日（日）
- 八王子市夢美術館、2024年9月14日（土）～11月4日（月）
- 福島県立美術館、2025年1月25日（土）～3月9日（日）
- みやざきアートセンター、2024年11月16日（土）～2025年1月8日（水）